# Bogatnik
Bogatnik is een plaats in de gemeente Obrovac in de Kroatische provincie Zadar. De plaats telt 74 inwoners (2001).